# Клас (гурт)
Клас — болгарський рок-гурт, що працював у стилі new-wave. Створений 1986. Пік популярності - кінець 1980-тих. Членом гурту був відомий композитор та піаніст Момчил Колев. 

## Історія
Створений 1986 у складі: Бойко Петков (вокал і бас), Іван Ґрадінаров (гітара), Анґел Пенчев (клавишні),  Александар Васілев (ударні), пізніше - Момчил Колев. 
Перший публічний виступ гурту Клас відбувся ще 1987 - у часи комуністичного режиму. Записували пісні у своїй власній студії "Місто". Їх пісня «Река си ти» стала одним з найбільших хітів на Національному радіо Болгарії, адже попала в резонанс із популярним стилем кінця 1980-тих new wave. 
1989 гурт записав свій перший альбом, випущений вініловою платівкою фірмою Balkanton. На початку 1990-х випустили ще два альбоми - "Слушай силно" та "Госпожа Емилия". 1993 гурт залишив гітарист Ґрадінаров, а в середині 1990-тих він остаточно розпався. Проте гурт став культовим для болгарської new wave сцени, поруч із гуртом Нова генерация
1998 і 2001 вийшли збірки найбільших хітів гурту. 
У жовтні 2012 року група збирається для шоу «Вулиця нового життя» на згадку про засновника болгарського new-wave Дімітара Воєва. А з 2013 до гурту знову приєднався колишній піаніст та композитор «Клас» Момчил Колев, який, утім, песимістично оцінює нові шукання у болгарській музиці у порівнянні з кінцем 1980-тих: 
| Тоді мали більше ентузіазму. Зараз все структуровано і перебуває у царині професіоналізму. Тоді кожен хотів показати найкраще в собі, найемоційніше це представити. Цього може бракує тепер, сухіше стало... |

## Дискографія
- BG рок IV (разом із гуртом Атлас) - 1989
- Слушай силно - 1990
- Госпожа Емилия - 1991
- Кино - 1994
- Клас - най-доброто - 1998
- The best - 2001